# Рашківська сільська рада (Хотинський район)
Ра́шківська сільська́ ра́да — адміністративно-територіальна одиниця та орган місцевого самоврядування в Хотинському районі Чернівецької області. Адміністративний центр — село Рашків.

## Загальні відомості
- Населення ради: 1 120 осіб (станом на 2001 рік)

## Населені пункти
Сільській раді підпорядковані населені пункти:
- с. Рашків

## Склад ради
Рада складається з 16 депутатів та голови.
- Голова ради: Томнюк Віктор Феофанович
- Секретар ради: Клюс Катерина Іванівна

### Керівний склад попередніх скликань
| Прізвище, ім'я, по батькові | Основні відомості                                                 | Дата обрання | Дата звільнення |
| --------------------------- | ----------------------------------------------------------------- | ------------ | --------------- |
| Томнюк Віктор Феофанович    | Сільський голова, 1960 року народження, освіта вища, безпартійний | 26.03.2006   | 31.10.2010      |
| Томнюк Віктор Феофанович    | Сільський голова, 1960 року народження, освіта вища, безпартійний | 31.10.2010   |                 |

Примітка: таблиця складена за даними сайту Верховної Ради України

### Депутати
За результатами місцевих виборів 2010 року депутатами ради стали:

#### За суб'єктами висування
| Суб'єкт висування      | Кількість обраних депутатів | %    |
| ---------------------- | --------------------------- | ---- |
| Партія регіонів        | 14                          | 87,5 |
| Партія Зелених України | 2                           | 12,5 |

#### За округами
| № округу               | Прізвище, ім'я, по батькові  | Дата визнання обраним | Освіта             | Партійна приналежність      | Відомості про обраного депутата                                                  |
| ---------------------- | ---------------------------- | --------------------- | ------------------ | --------------------------- | -------------------------------------------------------------------------------- |
| Партія Зелених України |                              |                       |                    |                             |                                                                                  |
| 7                      | Будзан Василь Філімонович    | 31.10.2010            | середня спеціальна | член Партії Зелених України | тимчасово не працює                                                              |
| 8                      | Рокочук Марія Сергіївна      | 31.10.2010            | вища               | член Партії регіонів        | Рашківська сільська рада, бухгалтер                                              |
| Партія регіонів        |                              |                       |                    |                             |                                                                                  |
| 1                      | Івасюк Олександр Семенович   | 31.10.2010            | вища               | член Партії регіонів        | Полянська загальноосвітня школа І-ІІІ ст., вчитель                               |
| 2                      | Клюс Катерина Іванівна       | 31.10.2010            | вища               | член Партії регіонів        | Рашківська сільська рада, секретар                                               |
| 3                      | Гуйван Володимир Васильович  | 31.10.2010            | вища               | член Партії регіонів        | Рашківський цегельний завод, директор                                            |
| 4                      | Какараза Ніна Никодимівна    | 31.10.2010            | середня спеціальна | член Партії регіонів        | Рашківська амбулаторія загальної практики — сімейної медицини, медсестра         |
| 5                      | Пізняк Людмила Володимирівна | 31.10.2010            | вища               | член Партії регіонів        | Рашківська загальноосвітня школа, вчитель                                        |
| 6                      | Колибняк Катерина Миколаївна | 31.10.2010            | середня спеціальна | член Партії регіонів        | Рашківська сільська рада, помічник бухгалтера                                    |
| 9                      | Дяволюк Микола Феодосійович  | 31.10.2010            | середня спеціальна | член Партії регіонів        | тимчасово не працює                                                              |
| 10                     | Томнюк Світлана Григорівна   | 31.10.2010            | вища               | член Партії регіонів        | Рашківська сільська рада, соціальний працівник                                   |
| 11                     | Клюс Віталій Сергійович      | 31.10.2010            | вища               | член Партії регіонів        | Рашківська загальноосвітня школа, вчитель                                        |
| 12                     | Будзан Тетяна Никодимівна    | 31.10.2010            | середня спеціальна | член Партії регіонів        | Магазин ПП «Печеряга», продавець                                                 |
| 13                     | Філіпчук Микола Никодимович  | 31.10.2010            | середня спеціальна | член Партії регіонів        | Хотинський райавтодор, робітник                                                  |
| 14                     | Будзан Ліза Іванівна         | 31.10.2010            | середня спеціальна | член Партії регіонів        | Рашківська амбулаторія загальної практики — сімейної медицини, молодша медсестра |
| 15                     | Бучинський Анатолій Петрович | 31.10.2010            | середня спеціальна | член Партії регіонів        | тимчасово не працює                                                              |
| 16                     | Мельник Антоніна Василівна   | 31.10.2010            | середня спеціальна | член Партії регіонів        | тимчасово не працює                                                              |